# Providencia (San Roque)
Providencia es uno de los tres centro poblado del municipio colombiano de San Roque (Antioquia).

Limita al norte con el municipio de Yolombó, siendo separado de éste por el río Nus, al sur con el centro poblado Cristales, al este con el centro poblado San José del Nus, lo separa la quebrada “Juan Verde” o la Palestina, limita al occidente con la quebrada “Conejo”. El desarrollo de este centro poblado se debió en gran medida al ferrocarril de Antioquia.